# Majo saiban
Majo saiban (魔女裁判?, Majo saiban) è un dorama stagionale primaverile in 10 puntate di Fuji TV andato in onda nel 2009 e che vede Tōma Ikuta interpretare il protagonista.
Questa serie affronta la questione del nuovo Saiban-in, il sistema di giuria popolare, entrato effettivamente in vigore in Giappone proprio in quell'anno.

## Trama
Tōru è un giovane che ha un impiego a tempo parziale e proprio senza alcun interesse nei confronti delle questioni più spiccatamente sociali che riguardano l'ambiente in cui vive. Un giorno però viene convocato per far da giurato in un processo contro una donna, accusata niente meno di omicidio con lo scopo di appropriarsi dell'eredità e soprannominata pertanto "The Witch" (la strega).
Tutto, almeno superficialmente, sembra indicare in lei la sicura colpevole, ma qualcosa sembra non quadrare ed un po' alla volta il dubbio s'insinua nei cuori della giuria popolare. Quando una ragazza membro anche lei della giuria viene minacciata, Tōru si pone al suo servizio per aiutarla.
Uscirà un po' alla volta allo scoperto una misteriosa organizzazione che spalleggia la sospetta e ricatta via via uno alla volta tutti i giurati per costringerli a cedere (con la violenza e la corruzione) per dare un verdetto d'innocenza. La donna di Tōru, una giornalista, intanto sospetta della fedeltà dell'amato.

## Episodi
La serie è composta in totale da 10 episodi.
| Stagione       | Episodi | Prima TV Giappone | Prima TV Italia |
| -------------- | ------- | ----------------- | --------------- |
| Prima stagione | 10      | 2009              | inedita         |